# الحرب الأهلية في كردستان العراق
الحرب الأهلية في كردستان العراق (بالكردية: شەڕی براکوژی= صراع الأخوة) هو صراع عسكري وقع بين الفصائل الكردية المتناحرة في كردستان العراق في أواسط التسعينيات، وكان أبرز فصيلين هما الاتحاد الوطني الكردستاني (PUK) والحزب الديمقراطي الكردستاني (PDK). وعلى مدار الصراع تدخلت الفصائل الكردية من إيران وتركيا وتدخلت كذلك في الصراع القوات الإيرانية والعراقية والتركية، مع التدخل الإضافي للقوات الأمريكية. وعلى مدار ثلاث سنوات من الحرب لقي ما يتراوح بين 3000 إلى 5000 مقاتل ومدني حتفهم.

## الخلفية التاريخية
لقد نشأ الحكم الذاتي في كردستان العراق أساسًا عام 1970 عندما التزمت منطقة الحكم الذاتي الكردية بـ «اتفاق الاستقلال» بين حكومة العراق وقادة المجتمع الكردستاني في العراق. ولقد تم إنشاء مجلس تشريعي في مدينة إربيل بموجب السلطة النظرية في المحافظات التي يسكنها الأكراد في إربيل ودهوك والسليمانية. وبينما استمرت المعارك المختلفة بين قوات الانفصاليين الأكراد والقوات الحكومية العراقية حتى الانتفاضة الشعبانية عام 1991، تمت الإشارة إلى سلامة اللاجئين الأكراد في قرار مجلس الأمن التابع للأمم المتحدة رقم 688 والذي أدى إلى إنشاء ملاذ آمن حيث قامت القوات الجوية الأمريكية والبريطانية بحماية المنطقة الكردية داخل العراق. (انظر عملية تقديم العون). وفي حين أن منطقة حظر الطيران قد غطت دهوك وإربيل، فإنها لم تشمل السليمانية وكركوك. مما أدى إلى سلسلة أخرى من المصادمات الدموية بين القوات العراقية والكتائب الكردية. ولكن سرعان ما وصل توازن القوى إلى حالة من عدم الاستقرار والتذبذب، وسحبت الحكومة العراقية قواتها العسكرية والمسؤولين الآخرين من المنطقة في شهر أكتوبر من عام 1991. ومنذ ذلك الوقت حققت كردستان العراق استقلالاً فعليًا ليحكمها الحزبان الكرديان الأساسيان - حزب الديمقراطي الكردستاني والاتحاد الوطني الكردستاني - بعيدًا عن سيطرة بغداد. وحينئذٍ اتخذت المنطقة علمًا خاصًا بها وألفت لها نشيدًا وطنيًا.
عقد الكورد انتخابات برلمانية عام 1992 وعقدت جلسات البرلمان في محافظة أربيل. وتم تقسيم مقاعد البرلمان بالتساوي بين حزب الاتحاد الوطني الكردستاني بزعامة جلال طالباني والحزب الديمقراطي الكردستاني بزعامة مسعود بارزاني.
منذ أن سحبت الحكومة العراقية قواتها من كردستان في أكتوبر 1991، فرضت بغداد حصارًا اقتصاديًا على المنطقة، فخفضت إمدادتها من النفط والغذاء. ولقد كان الاقتصاد الكردي يعاني أيضًا معاناةً شديدة نتيجة استمرار الحظر الذي فرضته الأمم المتحدة على العراق، الأمر الذي حال دون التبادل التجاري بين كردستان والدول الأخرى. وبهذه الطريقة كانت جميع التعاملات التجارية بين إقليم كردستان العراق والعالم الخارجي تتم عبر السوق السوداء. وكان الحزب الديمقراطي الكردستاني والاتحاد الوطني الكردستاني يتنافسان منافسةً شديدة في السيطرة على طرق التهريب.

## بداية القتال (1994)
اندلع القتال بين الفصيلين في شهر مايو من عام 1994. وخلفت الاشتباكات ما يقرب من 300 قتيل. وعلى مدار السنة التالية لقي ما يقرب من ألفي شخص حتفهم من الجانبين. وبحسب ما أورده عميل المخابرات المركزية الأمريكية روبرت بايير، قدم أفراد من حرس الثورة الإسلامية الإيراني دعمًا محدودًا للحزب الديمقراطي الكردستاني وسمحوا له بشن هجمات من الأراضي الإيرانية.

## مهاجمة صدام (1995)
سافر ضابط المخابرات المركزية الأمريكية روبرت بايير إلى شمالي العراق في شهر يناير من عام 1995 مع فريق من خمسة رجال لإنشاء مركزٍ للمخابرات المركزية الأمريكية. واتصل بالقادة الأكراد وتمكن من التفاوض على هدنة بين بارزاني وطالباني.
في غضون بضعة أيام اتصل بايير بلواء عراقي كان يحيك مؤامرةً لاغتيال صدام حسين. وكانت خطته تقوم على استخدام كتيبة عراقية من 100 مارق لاغتيال صدام حسين أثناء مروره من فوق أحد الجسور بالقرب من تكريت. أبرق بايير الخطة إلى واشنطن ولكنه لم يتلق أي رد. وبعد مرور ثلاثة أسابيع تم تعديل الخطة بحيث يقوم بالهجوم القوات الكردية في شمال العراق بينما تهدم الكتيبة العراقية المتمردة أحد منازل صدام باستخدام مدافع الدبابات لقتل الزعيم العراقي. أبرق بايير الخطة أيضًا إلى واشنطن ولكنه لم يتلق أية إجابة. وفي الوقت نفسه وفي يوم 28 من فبراير وضع الجيش العراقي في حالة الاستعداد القصوى. وردًا على ذلك تم وضع الجيشين الإيراني والتركي أيضًا في حالة استعداد عالية. واستلم بايير رسالة من مستشار الأمن القومي توني ليك مباشرةً يخبره فيها بأنه قد تم كشف عمليته. ولقد تم إعلام الحلفاء الكرديين والعراقيين بهذا التحذير. وبناءً على تلك المعلومة انسحب بارزاني من الهجوم المخطط تاركًا قوات الاتحاد الوطني الكردستاني بقيادة طالباني تنفذ الهجوم بمفردها.
تم الكشف عن شخصية ضباط الجيش العراقي الذين كانوا يخططون لاغتيال صدام حسين باستخدام مدافع الدبابات وتم إلقاء القبض عليهم وإعدامهم قبل أن يتمكنوا من تنفييذ عمليتهم. ولكن بدأ هجوم الاتحاد الوطني الكردستاني حسب الخطة الموضوعة، وفي غضون أيام قليلة تمكنت القوات الكردية من تدمير ثلاث فرق عراقية وأسر 5 آلاف سجين. ورغم مطالبة بايير بالحصول على دعم أمريكي للهجوم، فإنه لم يحصل على أي دعم وأجبرت القوات الكردية على الانسحاب. وعلى الفور تم استدعاء بايير من العراق وأجريت معه بعض التحقيقات القصيرة لمحاولة اغتيال صدام حسين. ولقد تمت تبرئة ساحته بعد ذلك.

## تجدد القتال (1996)
رغم توقف انعقاد جلسات البرلمان الكردي في شهر مايو 1996، فقد استمرت اتفاقية وقف إطلاق النار الهشة بين الحزب الديمقراطي الكردستاني والاتحاد الوطني الكردستاني حتى صيف 1996. فلقد عقد طالباني تحالفًا مع إيران، وساعد إيران في القيام بتوغل عسكري داخل شمال العراق يوم 28 يوليو مستهدفةً الحزب الديمقراطي الكردستاني الإيراني.
وجد مسعود بارزاني نفسه مواجهًا باحتمالية مقاتلة كل من إيران والاتحاد الوطني الكردستاني، ولهذا لجأ للحصول على مساعدة من صدام حسين. ووافق صدام عندما وجدها فرصة لاستعادة شمال العراق. وفي يوم 31 من أغسطس قام 30 ألفًا من القوات العراقية تتقدمهم فرقة مدرعة من الحرس الجمهوري بالإضافة إلى قوات الحزب الديمقراطي الكردستاني بمهاجمة مدينة أربيل التي يسيطر عليها الاتحاد الوطني الكردستاني والتي دافع عنها 3 آلاف من البشمرجة التابعة بقيادة كوسرت رسول علي. وسقطت أربيل وقامت القوات العراقية بإعدام 700 أسير من جنود الاتحاد وجماعة المؤتمر الوطني العراقي المنشقة في حقل خارج أربيل.
زادت هذه الهجمة من المخاوف الأمريكية بأن صدام «ينوي شن حملة إبادة جماعية ضد الأكراد» مشابهة لحملتي حملة الأنفال عام 1988 والانتفاضة الشعبانية عام 1991. ولقد وضع هذا التحرك أيضًا صدام حسين في حالة انتهاك واضح لـ قرار مجلس الأمن التابعة للأمم المتحدة رقم 688 والذي يحظر على العراق أن تقوم بقمع الأقليات العرقية. ردًا على ذلك بدأت عملية عاصفة الصحراء في الثالث من سبتمبر عندما أطلقت قاذفات القنابل بي-52 ستراتوفورتريس التابعة لـ القوات الجوية الأمريكية 27 صاروخ كروز على مواقع قوات الدفاع الجوي العراقية في جنوب العراق. وفي اليوم التالي تم إطلاق 17 صاروخ كروز آخر من السفن الأمريكية باتجاه مواقع الدفاع الجوي العراقية. كما قامت الولايات المتحدة باستخدام طائرات الهجوم الجوي وناقلة الطائرات في منطقة الخليج العربي، وتم مد حد منطقة حظر الطيران الجنوبية شمالاً حتى دائرة عرض 33.
بعد إحكام سيطرة الحزب الديمقراطي الكردستاني على أربيل، انسحبت القوات العراقية من المنطقة الكردية عائدةً إلى مواقعها الأماماية. وقامت قوات الحزب الديمقراطي الكردستاني بطرد قوات الاتحاد من معاقلها الأخرى، وبفضل الحصول على مساعدة عراقية إضافية سيطرت على محافظة السليمانية في التاسع من سبتمبر. وانسحب جلال طالباني والاتحاد الوطني الكردستاني إلى الحدود الإيرانية وقامت القوات الأمريكية بإجلاء 700 شخص من المؤتمر الوطني العراقي و6000 من الأكراد الموالين للغرب خارج الشمال العراقي. وفي 13 أكتوبر استعاد الاتحاد الوطني الكردستاني سيطرته على السليمانية، ويقال إن ذلك تم بمساعدة القوات الإيرانية.

## تركيا تدخل الحرب (1997)
استمر القتال على مدار فصل الشتاء بين قوات الحزب الديمقراطي الكردستاني والاتحاد الوطني الكردستاني. ومما زاد الأمور تعقيدًا أن حزب العمال الكردستاني المناهض لتركيا كان موجودًا في العراق. وبموجب اتفاق ودي مع الاتحاد الوطني الكردستاني، قام حزب العمال الكردستاني بمهاجمة الآشوريين[ ؟ ] والمدنيين المؤيدين للحزب الديمقراطي الكردستاني. وردًا على ذلك قامت القوات التركية بشن عملية هامر في شهر مايو في محاولة لنزع جذور حزب العمال الكردستاني من شمالي العراق. وتسببت هذه العملية في سقوط عدد من القتلى من جانب حزب العمال الكردستاني ورغم ذلك استمر الحزب في العمل في شمالي العراق.
في يوم 25 سبتمبر قامت القوات التركية بإعادة دخول شمال العراق. ولكنها كانت متحالفة هذه المرة مع الحزب الديمقراطي الكردستاني وهاجمت مواقع الاتحاد الوطني الكردستاني وحزب العمال الكردستاني في محاولة لفرض حالة وقف إطلاق النار بين الفصائل. وخلفت هذه العملية مرة أخرى ضحايا كثر في جانب حزب العمال الكردستاني، وتم التفاوض على وقف إطلاق النار بين الحزب الديمقراطي الكردستاني والاتحاد الوطني الكردستاني.
رغم اتفاق وقف إطلاق النار، اندلع القتال مرة أخرة على طول خط الهدنة بين الحزب والاتحاد في شهري أكتوبر ونوفمبر. ولقد لقي 1200 مقاتل من الجانبين حتفهم في هذه الجولة من الصراع وفر 10 آلاف مدني من منازلهم. وفي يوم 24 من نوفمبر من عام 1997أعلن الحزب الديمقراطي الكردستاني عن وقف إطلاق النار من جانب واحد. ورغم أن الاتحاد لم يعلن رسميًا عن وقف إطلاق النار، فإنه أعلن أن جماعته تحترم الهدنة رغم زعمه أن الحزب قد انتهك الهدنة بمهاجمة مواقع الاتحاد في 25 نوفمبر.

## في أعقاب الحرب

تقسيم كردستان بعد الحرب الأهلية

وقع بارزاني وطالباني في سبتمبر من عام 1998 اتفاقية واشنطن بوساطة أمريكية لتأسس معاهدة سلام رسمية. اتفق الطرفان في هذه الاتفاقية على مشاركة العوائد والسلطة ورفض استخدام شمالي العراق على يد حزب العمال الكردستاني وعدم السماح للقوات العراقية بدخول المناطق الكردية. وتعهدت الولايات المتحدة باستخدام القوة العسكرية لحماية الأكراد من أية اعتداءات محتملة من قبل صدام حسين. وفي الوقت نفسه جلب تنفيذ برنامج الأمم المتحدة النفط مقابل الغذاء العوائد لشمالي العراق، بما سمح بارتفاع مستويات المعيشة. وأصبحت كردستان العراق منطقة هادئة نسبيًا قبل أن تدخل جماعة أنصار الإسلام المتطرفة إليها في شهر ديسمبر من عام 2001، مما أدى إلى تجدد الصراع.
بعد مرور ما يقرب من شهر، قام الرئيس الأمريكي بيل كلنتون بتوقيع قانون تحرير العراق ليصبح نافذًا، وينص القانون على تقديم مساعدات عسكرية لجماعات المعارضة العراقية بما في ذلك الحزب الديمقراطي الكردستاني والاتحاد الوطني الكردستاني.
قدر الحزب الديمقراطي الكردستاني أنه قد تم طرد 58 ألفًا من أنصاره من المناطق الخاضعة لحكم الاتحاد الوطني الكردستاني في الفترة من أكتوبر 1996 إلى أكتوبر 1997. ويقول الاتحاد الوطني الكردستاني أن 49 ألفًا من أنصاره قد تم طردهم من المناطق الخاضعة لحكم الحزب الديمقراطي الكردستاني في الفترة من أغسطس 1996 إلى ديسمبر 1997.
لقد تعاون الحزبان لاحقًا مع القوات الأمريكية أثناء غزو العراق عام 2003، حيث قاموا بتوجيه القوات العراقية بمساعدة القوات الجوية الأمريكية والسيطرة على معظم شمالي العراق بما في ذلك مدينتي كركوك والموصل.
وبعد الغزو تم انتخاب مسعود بارزاني رئيسًا لـ كردستان العراق بينما تم انتخاب جلال طالباني رئيسًا للعراق، والذي استمر في منصبه حتى 2014.
ويسعى أكراد العراق للانفصال عن العراق، إلا أن الخلافات بين الحزبين الكرديين الرئيسيين، الحزب الديمقراطي الكردستاني بقيادة البرزاني، والاتحاد الوطني بقيادة الطالباني، تحول دون الانفصال

## قائمة المصادر
- Baer، Robert (2003). See No Evil: The True Story of a Ground Soldier in the CIA's War on Terrorism. Three Rivers Press. ISBN:140004684X.
- Pollack، Kenneth (2002). The Threatening Storm: The Case for Invading Iraq. Random House. ISBN:0375509283.